# 芝麻䗉蝸牛
芝麻䗉蜗牛（学名：Georissa japonica），是原始腹足目芝麻䗉蜗牛科Georissa属的一种。主要分布于韩国、台湾，常栖息在潮湿的落叶上。